# Blitum
Blitum, rod jednogodišnjeg bilja iz porodice Amaranthaceae, raširen po Europi, Aziji, sjeverozapadu Afrike, cijeloj Sjevernoj Americi i Australiji.

## Vrste
1. Blitum asiaticum (Fisch. & C.A.Mey.) S.Fuentes, Uotila & Borsch
2. Blitum atriplicinum F.Muell.
3. Blitum bonus-henricus (L.) C.A.Mey.
4. Blitum californicum S.Watson
5. Blitum capitatum L.
6. Blitum korshinskyi Litv.
7. Blitum litwinowii (Paulsen) S.Fuentes, Uotila & Borsch
8. Blitum nuttallianum Schult.
9. Blitum petiolare Link
10. Blitum spathulatum (A.Gray) S.Fuentes, Uotila & Borsch
11. Blitum × tkalcsicsii (H.Melzer) Mosyakin
12. Blitum virgatum L.